# Chuseok
Chuseok (hangul: 추석; hanja: 秋夕; rr: chuseok; MR: ch'usŏk; lit. noite de outono), também conhecido como Gabae (hangul: 가배; hanja: 嘉俳·嘉排) ou Hangawi (hangul: 한가위; rr: hangawi; MR: han'gawi; lit. a grande metade [do outono]), é um festival de colheita de três dias amplamente celebrado na Coreia do Sul. Realizado no décimo quinto dia (o dia da lua cheia) do oitavo mês lunar, Chuseok significa "noite de outono" e pode ser entendido como a "noite de outono com a lua mais brilhante."
Esta data também é um feriado tradicional comum para muitos países e regiões autônomas do Leste Asiático e também no Sudeste Asiático, como Vietnã, Malásia, Singapura, Coreia do Norte, China, Taiwan, Hong Kong e Macau. Na Coreia do Norte, o Chuseok é comemorado apenas por um dia.

## Chuseok na história

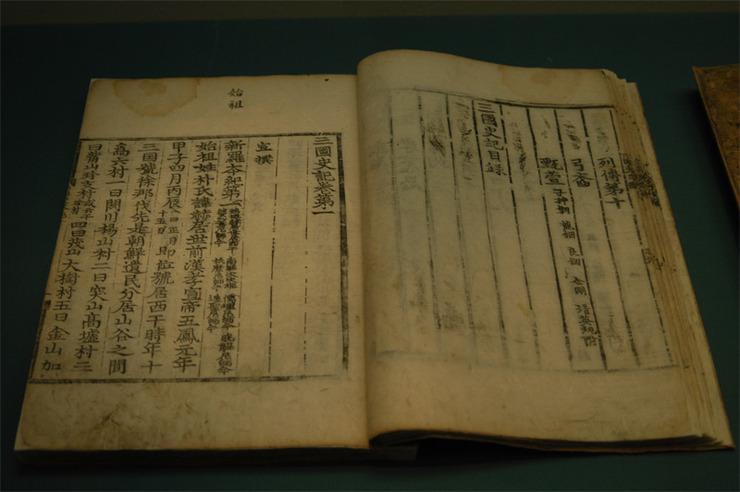
Samguk sagi (História dos Três Reinos), Volumes 44-50

A origem do Chuseok remonta ao século I com o nome de Gabae. Traços de seu início podem ser encontrados nos livros geográficos de compilações Samguk Sagi (Os Três Reinos Sagi) e Sinjeong Dongguk Yeoji Seungnam. De acordo com os compilados, durante o reinado do terceiro rei de Silla, o rei Yuri, as mulheres em Seorabeol City Wall participavam de uma competição de tecelagem entre dois grupos, liderados por duas princesas durante um mês a partir do dia seguinte de Baekjung (15 de julho no calendário lunar). Nele, analisavam os resultados da colheita de arroz e da produção de licor com canto e dança.

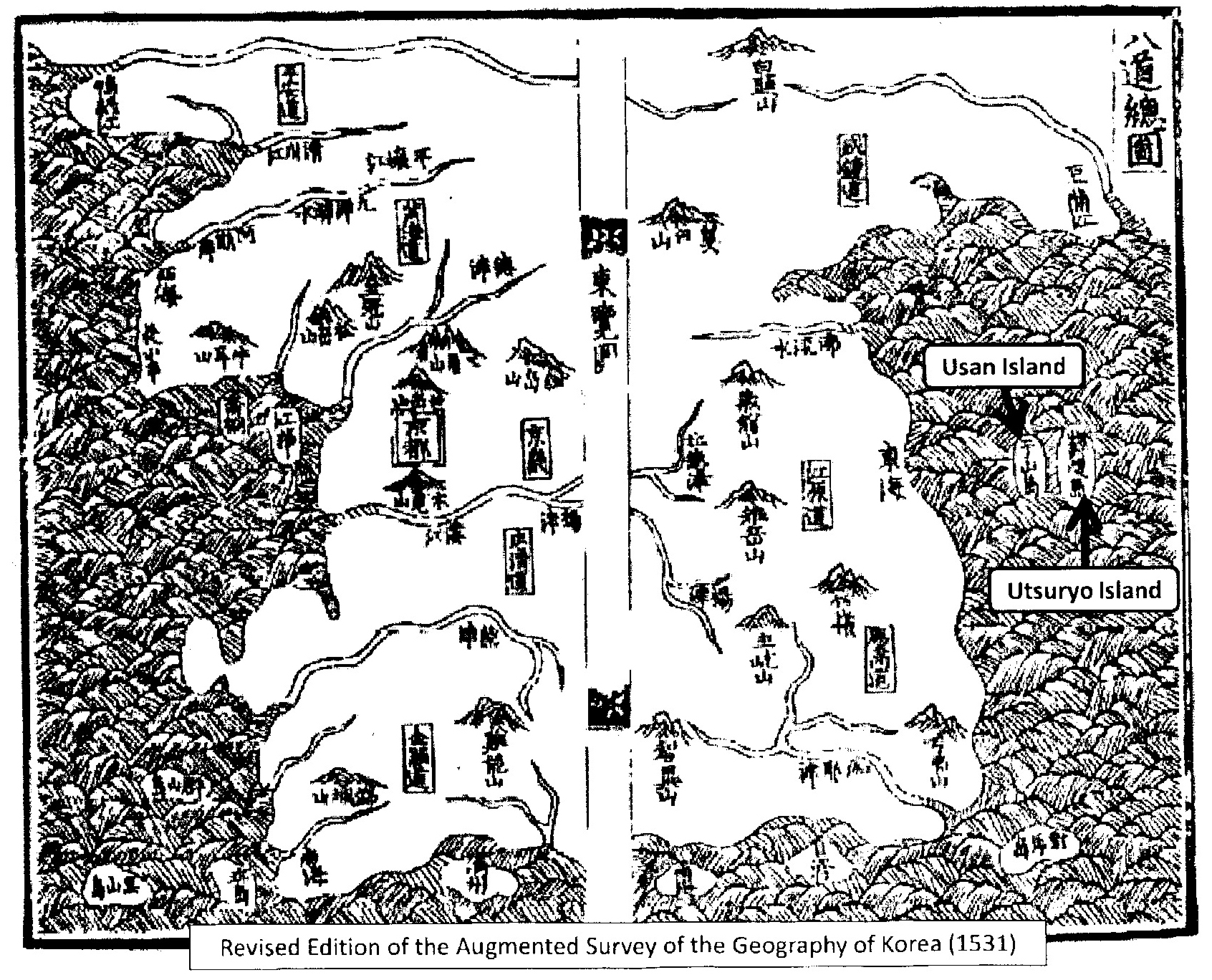
Sinjeung Dongguk yeoji seungnam, Enciclopédia geográfica recém-expandida da Coreia

"Depois que o rei decidiu por seis cópias, ele as dividiu em dois grupos, dividiu as duas mulheres reais em times com mulheres de Bunae e se reuniram no pátio de Keunbu todos os dias a partir do dia 16 de Chuchilwol para terminarem o gilsam em 15 de agosto, e apenas examinarem o licor e o arroz. Posteriormente, ocorreu a seca e o Baekhee, que é denominado Gabae. Nesse momento, uma mulher do lado perdedor se levantou e suspirou, dizendo: "Hoeso, Hoeso", e o tom era triste e lindo, e gerações posteriores de pessoas no futuro cantaram uma música por causa do som e a chamaram de Hoesogok. " Os Três Reinos Sagi, Volume 1, Silla Bongi 1, Yuri.
Chuseok foi inicialmente designado como feriado em 1949, mas apenas como feriado de um dia. Em 1986, o dia seguinte ao Chuseok (16 de agosto do calendário lunar) também foi designado como feriado, e em 1989, o dia anterior ao Chuseok (14 de agosto do calendário lunar), também passou a fazer parte da data, criando assim um feriado de três dias. Em alguns casos, o Chuseok acontecia de terça à quinta-feira, então as pessoas costumavam tirar segunda e sexta-feira como dia de folga. De acordo com o Decreto de Fiscalização do Sistema de Férias Alternativas de 2013, o dia 17 de agosto do calendário lunar poderia ser designado como feriado alternativo.
Na sociedade agrária tradicional, os agricultores costumavam relaxar e colher os frutos que eram o resultado de seu trabalho árduo durante esta temporada. De acordo com o provérbio, “Um fazendeiro em maio é um filósofo em agosto”; refere-se ao fato de que os agricultores não têm descanso em maio, mas podem fazê-lo em agosto. Quando o trabalho árduo da estação termina e o ritmo diminui nas comunidades rurais, os agricultores podem finalmente desfrutar o seu tempo livre, que pode ser referido em outro provérbio coreano "Eu gostaria que cada dia fosse nem mais nem menos do que o dia do Gawi;" o nome do feriado alude à época mais feliz do ano.
A Lua cheia na sociedade agrária era um símbolo importante de prosperidade e fertilidade, e a lua cheia no Chuseok era associada a plantas maduras cheias de grãos. As fases lunares alternadas — da lua crescente à lua cheia, e da lua nova à nova lua crescente — eram consideradas um ciclo vital semelhante ao ciclo agrícola. Por isso, pensava-se que a vitalidade do universo atingia o auge no dia da lua cheia. Consequentemente, o dia da lua cheia no meio da temporada de colheita, Chuseok, teve um significado especial para as comunidades agrícolas.

## Comidas do Chuseok (추석음식 )

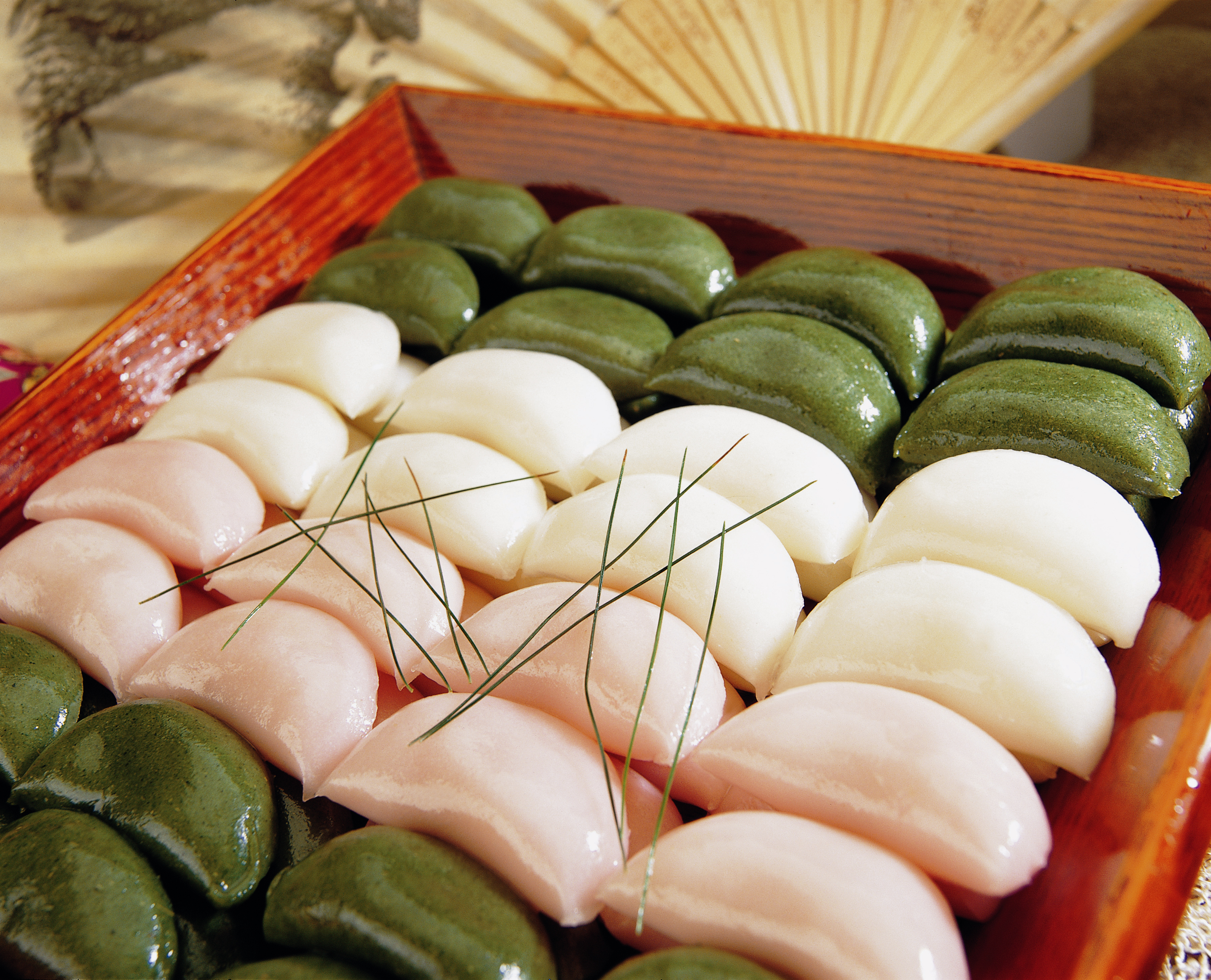
Songpyeon (송편), o prato mais conhecido de Chuseok

Há uma variedade muito grande de comidas preparadas durante o Chuseok com o objetivo de comemorar o festival, historicamente durante esse feriado são preparadas comidas com o arroz recém-colhido e alimentos da estação para oferecer aos ancestrais. O prato mais relevante da comemoração e que mais representa o Chuseok é o songpyeon (em coreano: 송편; romaniz.: songpyeon), um bolo de arroz em meia lua.
O Songpyeon é preparado através da mistura de farinha de arroz com água quente, formando uma massa que é modelada no formato de meia lua e recheada com soja cozida, sementes de gergelim ou castanhas esmagadas. Durante o processo de cozimento à vapor, os bolos de arroz são colocados em camadas com agulhas de pinheiro para adicionar o aroma do mesmo ao prato. A massa pode conter diferentes sabores, assim como ingredientes aromáticos e recheios que variam além dos já mencionados.

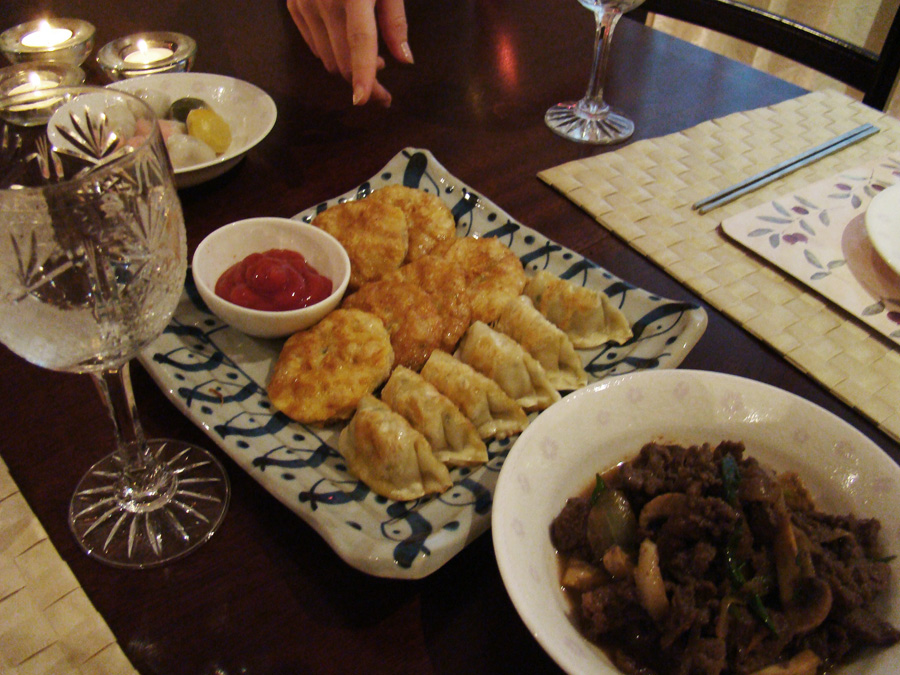
Comida coreana: Jeon, Gunmandu (bolinho de massa), Bulgogi (carne marinada); da esquerda para a direita na imagem

Existem provérbios que afirmam que, se uma donzela é boa na preparação do songpyeon, encontrará um bom marido, enquanto uma mulher grávida com o mesmo talento, dará à luz uma linda filha. Sendo assim, tradicionalmente em tempos passados, as mulheres e meninas passavam muito tempo antes de Chuseok treinando o molde do songpyeon.
Outra comida tradicional do Chuseok é o (em coreano: 전; romaniz.: jeon) que são panquecas coreanas feitas com fatias de peixes, carnes e vegetais que são levemente fritados em uma massa de farinha com ovos. São consumidos junto de licores tradicionais coreanos como o Baekju (em coreano: 백주), um vinho de arroz.

## Rituais do Chuseok

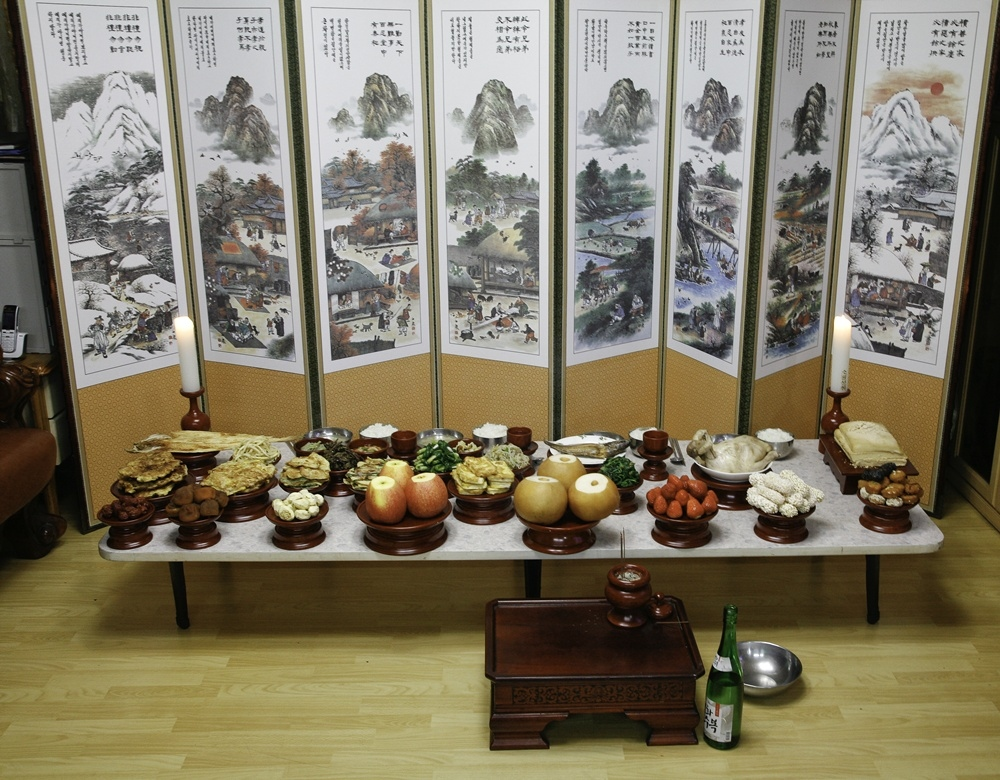
Mesa posta para a cerimônia de adoração aos ancestrais durante o Charye.

Durante o Chuseok, ocorre um ritual ancestral chamado Charye (em coreano: 차례), originalmente conhecido como Sokjeoljesa (em coreano: 속절제사) e que compartilha semelhanças com outro ritual chamado Gijesa (em coreano: 기제사), no qual os ancestrais são homenageados, especialmente durante o período matutino, no dia do aniversário de suas mortes.
O Charye é um dos rituais ancestrais que não são mais praticados com a mesma frequência que eram antigamente nos dias que marcam as mudanças de estações, mas ainda é bastante realizado durante o Chuseok e durante o Seol (em coreano: 설), o ano novo lunar coreano. Mesmo com essas mudanças, esta cerimônia ainda é realizada durante o Jungyangjeol (em coreano: 중양절) e o Hansik (em coreano: 한식) principalmente por famílias de clãs nobres tradicionais. O Bon-gwan (em coreano: 본관) é um conceito confucionista criado para distinguir clãs de linhagens diferentes mas que compartilham o mesmo sobrenome paterno.

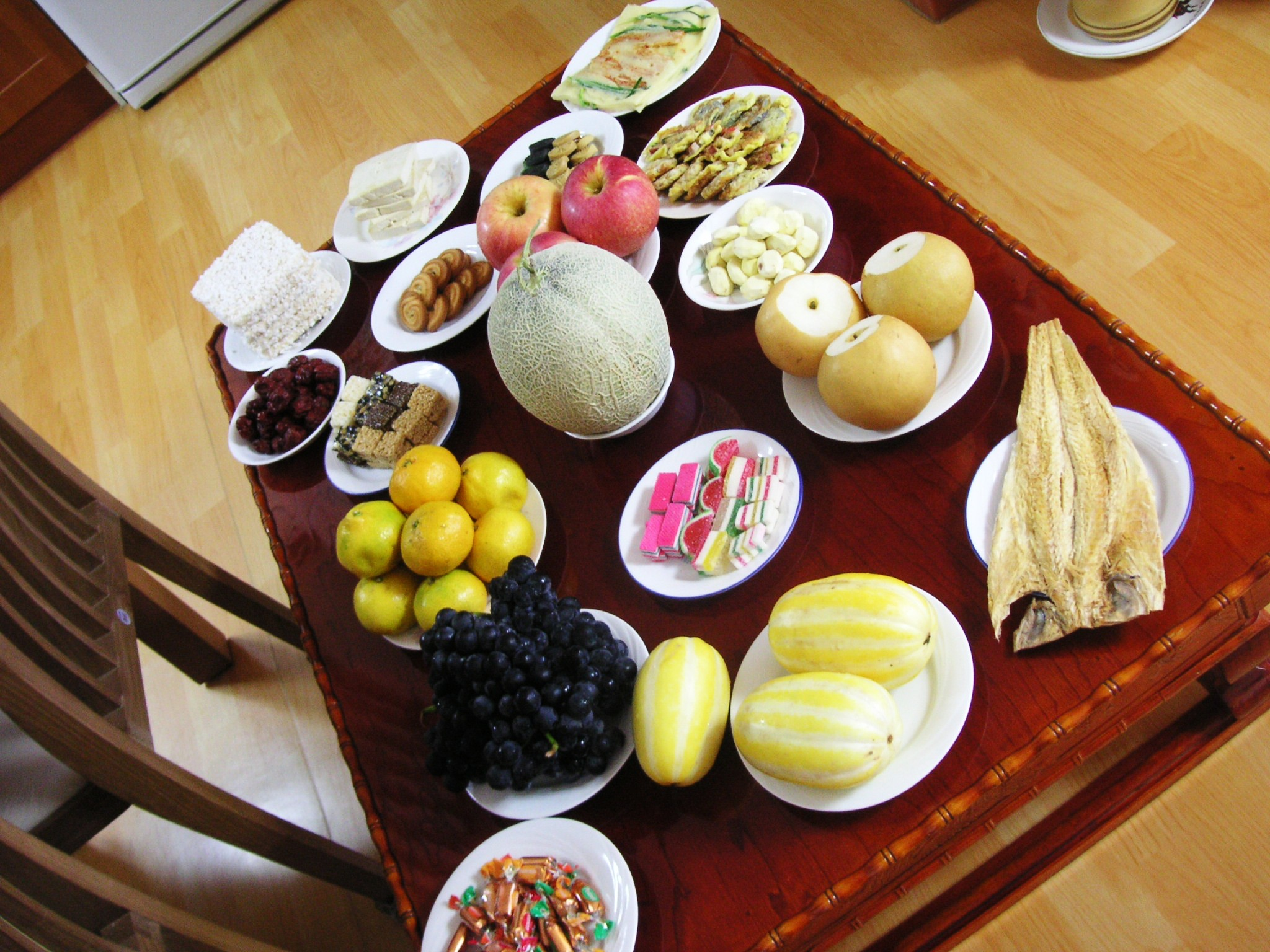
Comida cerimonial do Chuseok

Charye é uma cerimônia no qual as quatro últimas gerações de ancestrais são homenageadas tendo como base o conjunto de rituais Sadaebongsa (em coreano: 사대봉사). No Sadaebongsa, oito ascendentes são homenageados: os tataravós (quarta geração), os bisavós (terceira geração), os avós (segunda geração) e os pais (primeira geração). O ritual costuma ocorrer na residência do primogênito do filho mais velho, onde o Gijesa utiliza o mesmo local e o mesmo conjunto de rituais (Sadaebongsa) como base. Após a cerimônia dentro da casa, o Charye é realizado nos túmulos dos ancestrais.
As famílias utilizam o retrato de um parente falecido ou um Sinju (em coreano: 신주), um artefato de madeira que incorpora o espírito do ancestral, ou ainda um Jibang (em coreano: 지방), um artefato de papel que contém as informações sobre o falecido para realizar o Charye. Além disso, durante a cerimônia, um licor tradicional é oferecido uma única vez, junto de uma recitação de uma oração e a oferenda de algumas comidas tradicionais para os ancestrais, como o songpyeon, tteokguk (em coreano: 떡국; uma sopa de arroz), Yakgwa (em coreano: 약과; uma sobremesa), macarrão e frutas.
Outros pratos também são preparados para o Charye, como toranguk (em coreano: 토란국; sopa de tarô); hwayangjeok (em coreano: 화양적; espetos com cogumelos jovens, raízes de uma planta conhecida como Campainha da China e carne bovina) e o nureumjeok (em coreano: 누름적; espetos com carne e vegetais revestidos de farinha ou ovo). Esses pratos são consumidos pelas famílias e compartilhados com parentes e vizinhos após o ritual.
Durante o período noturno, a família se reúne para contar histórias e lendas enquanto aproveitam a deliciosa comida. Alguns também lutam ssireum (em coreano: 씨름) um esporte coreano, e as mulheres performam ganggangsullae (em coreano: 강강술래), onde elas dançam de mãos dadas sob a lua cheia para atrair abundância e conquistas para a família.
Historiadores traçam a origem de ganggangsullae na província de Jeolla do Sul há mais de 5000 anos, onde era usada como uma tática de guerra importante, em que os soldados vestiam mulheres jovens em seus uniformes e as colocavam para marchar em volta das montanhas, dando a impressão de que seu exército estava em grande maioria e impedindo a invasão japonesa.
Durante o Chuseok, também há alguns rituais e costumes que são realizados em nível regional como o olbe simni (em coreano: 올베심리) que ocorre na província de Jeolla (em coreano: 전라도) e o costume  que ocorrem na província de Chungcheong do Sul (em coreano: 충청남도).
No Olbe Simni, o nome do costume se refere a olbyeo cheonsin — um ato preciso ao dizer "oferecer novas safras ao altar dos deuses" — a palavra olbyeo se refere ao arroz que foi colhido prematuramente. Os trabalhadores da fazenda escolhem plantas de arroz que quase estão maduras, grelham os grãos escolhidos em um caldeirão e os secam antes de cozinhar. Vinho, de corvina amarela seca, rabanete branco e frango jovem são servidos junto do arroz como oferendas que são colocadas em um altar dedicado a um ancestral durante este ritual. Ao final da cerimônia, a comida também é consumida pelos familiares. Fardos de arroz, painço e também plantas de milho da Índia são colocados nos cantos da casa, principalmente nas ombreiras e pilares, onde é realizado o Olbe Simni.
O banbogi (em coreano: 반보기) segue precisamente a origem do nome (em coreano: 반 보기; romaniz.: "encontro no meio"), que se refere ao ponto médio entre as vilas onde um morador pode se encontrar com amigos e familiares. Metade do dia é gasto com essas pessoas e o evento é uma oportunidade para os agricultores ficarem sabendo como estão seus familiares enquanto não tiverem a chance de entrar em contato durante o movimentado período de verão. Banbogi é usado como um evento para reunir e comemorar com a família, mas caso alguém de alguns um grupo familiar ou de amigos acabam passando o feriado sozinho, muitas vezes seus entes queridos mandam a eles deliciosos pratos preparados especialmente para o feriado.

## Chuseok e suas crenças
Por ser um festival de colheita, os coreanos observam o clima durante esse feriado para ter uma possível noção de como será a colheita da próxima estação. Se o feriado for marcado por chuvas, pode ser considerado como um presságio negativo em que o período de plantio será baixo e que não será bom cultivar cevada na próxima primavera. Um céu plenamente limpo também é interpretado como um indício ruim para o cultivo de cevada. Portanto, um tempo levemente nublado é considerado perfeito para esse festival.
A aparência da Lua durante o Chuseok também é utilizada como um presságio para a colheita. Se a Lua cheia estiver presente, plantas maduras estarão cheias de sementes. Mas se a Lua estiver encoberta por nuvens, a fertilidade de animais e a produção de trigos seria interferida. A Lua cheia é símbolo de prosperidade e fertilidade, por isso a ausência de uma pode ser considerada como uma época ruim para os agricultores.

## Chuseok nos dias atuais

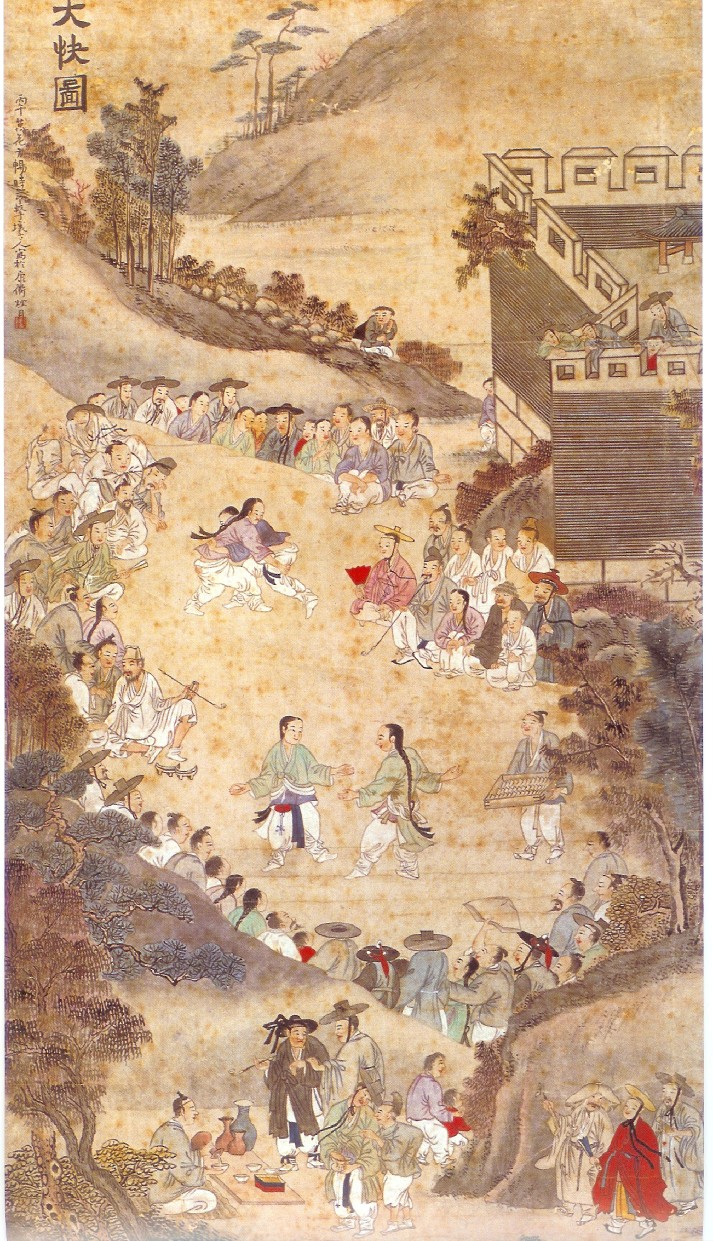
Pintura sobre Ssireum (em cima) e Taekkyon (em baixo)

Atualmente, alguns coreanos aproveitam o feriado para viajar ao exterior e se participam do festival, pedem via delivery as comidas tradicionais necessárias para o Charye ao invés de cozinhá-las.
Aqueles que ainda comemoram o feriado de maneira tradicional usam o hanbok (em coreano: 한복), um traje formal coreano, e como acessório, uma bokjumeoni (em coreano: 복주머니), que é uma bolsinha de algodão contendo símbolos que trazem sorte.
Diversos festivais espalhados por Seul permitem experimentar as tradições do Chuseok com entretenimento e jogos tradicionais como samul nori (em coreano: 사물놀이; um quarteto tradicional de percussão), talchum (em coreano: 탈춤; uma dança com uso de máscaras), ganggangsullae e sssireum. Durante o feriado, muitos palácios e museus na Coreia preparam eventos dedicados a essa temporada. Os maiores eventos normalmente incluem workshops e sessões abertas para que os visitantes possam aprender mais sobre o artesanato coreano ou participar de aulas para fazê-los. Esses workshops são normalmente abertos a todas as idades e são populares entre as famílias. Durante essa época, diferentes locais oferecem entrada gratuita e alguns parques temáticos tem desconto para estrangeiros sazonais.

## Chuseok e K-pop
O sucesso mundial do K-pop tem sido importante para a disseminação da cultura coreana e suas diferentes tradições, incluindo um dos maiores feriados do país. Anualmente durante o feriado, os ídolos de k-pop costumam postar diversos conteúdos em suas redes sociais como, por exemplo, vídeos desejando um bom feriado, coreografia de suas músicas usando vestimentas tradicionais ou até mesmo documentando os membros preparando comidas tradicionais. A importância do feriado é traduzida para os fãs internacionais em forma de entretenimento para que a rica e complexa cultura se torne fácil de compreender e prazerosa de aprender.